# Sabra harpagula
Pour les articles homonymes, voir Sabra.
Genre
Espèce
Sabra harpagula, le Harpon, est une espèce de lépidoptères (papillons) de la famille des Drepanidae, de la sous-famille des Drepaninae. C'est la seule espèce du genre monotypique Sabra.

## Répartition et habitat
Répartition
Eurasiatique, de l'Europe à travers l'Asie tempérée jusqu'au Japon. Peu abondant en France, absent de Provence.
Habitat
Dans les bois clairs.

## Description

♂  MHNT
♂ △

## Biologie
- Période de vol : de mai à septembre, espèce univoltine ou bivoltine selon les latitudes.
- Plantes hôtes de la chenille : Alnus, Betula, Quercus et Tilia.

## Systématique
L'espèce a été décrite  par le naturaliste allemand Eugen Johann Christoph Esper en 1786.

### Synonymie
- Bombyx harpagula Esper, 1786 Protonyme

### Taxinomie
Liste des sous-espèces
- Sabra harpagula harpagula (Esper, 1786)
- Sabra harpagula olivacea Inoue